# 20 TCN
Năm 20 TCN là một năm trong lịch Julius. 